# Vliegende poon
De vliegende poon (Dactylopterus volitans) is een straalvinnige vis uit de familie van de vliegende knorhanen (Dactylopteridae) en de orde van de schorpioenvisachtigen (Scorpaeniformes) die voorkomt in de Atlantische Oceaan en Middellandse Zee. De soort kan maximaal 90 cm lang en 1810 gram zwaar worden. De diepte waarop de soort voorkomt is 1 tot 100 m onder het wateroppervlak.
Het dieet van de vis bestaat hoofdzakelijk uit dierlijk voedsel, waarmee het zich voedt door te jagen op macrofauna en kleine vis.
Dactylopterus volitans is voor de visserij van beperkt commercieel belang. Wel wordt er op de vis gejaagd in de hengelsport. De soort wordt gevangen voor commerciële aquaria.
De soort komt niet voor op de Rode Lijst van de IUCN.

## Synoniemen
- Callionymus pelagicus Rafinesque, 1818
- Cephalacanthus spinarella (Linnaeus, 1758)
- Cephalacanthus volitans (Linnaeus, 1758)
- Dactilopterus volitans (Linnaeus, 1758)
- Dactylopterus blochii Swainson, 1839
- Dactylopterus communis Owen, 1853
- Dactylopterus fasciatus Swainson, 1839
- Dactylopterus occidentalis Swainson, 1839
- Dactylopterus spinarella (Linnaeus, 1758)
- Dactylopterus tentaculatus Swainson, 1839
- Dactylopterus vulgaris Steindachner, 1867
- Gasterosteus spinarella Linnaeus, 1758
- Gonocephalus macrocephalus Gronow, 1854
- Polynemus sexradiatus Mitchill, 1818
- Trigla fasciata Bloch & Schneider, 1801
- Trigla volitans Linnaeus, 1758